# Soyauxia
Soyauxia est un genre de plantes appartenant à la famille des Peridiscaceae.
Genre

## Liste d'espèces
Selon Catalogue of Life (24 juillet 2017) :
- Soyauxia floribunda Hutchinson
- Soyauxia gabonensis Oliver
- Soyauxia glabrescens Engl.
- Soyauxia grandifolia Gilg & Stapf
- Soyauxia kwewonii Breteler & Jongkind
- Soyauxia talbotii E. G.Baker
- Soyauxia velutina Hutchinson & Dalziel

Selon NCBI (24 juillet 2017) :
- Soyauxia floribunda
- Soyauxia gabonensis
- Soyauxia talbotii

Selon The Plant List (24 juillet 2017) :
- Soyauxia floribunda Hutch.
- Soyauxia gabonensis Oliv.
- Soyauxia grandifolia Gilg & Stapf
- Soyauxia talbotii Baker f.
- Soyauxia velutina Hutch. & Dalziel

Selon Tropicos (24 juillet 2017) (Attention liste brute contenant possiblement des synonymes) :
- Soyauxia bipindensis Gilg ex Hutch. & Dalziel
- Soyauxia floribunda Hutch.
- Soyauxia gabonensis Oliv.
- Soyauxia glabrescens Engl.
- Soyauxia grandifolia Gilg & Stapf
- Soyauxia laxiflora Gilg ex Hutchinson
- Soyauxia talbotii Baker f.
- Soyauxia velutina Hutch. & Dalziel